# 隣のあたし
『隣のあたし』（となりのあたし）は、南波あつこによる日本の漫画作品。『別冊フレンド』（講談社）にて2009年1月号から2012年3月号まで連載され、2012年5月号・6月号掲載の後日譚をもって完結した。単行本は講談社コミックス別冊フレンドより全10巻が刊行されている。

## あらすじ
中学3年生の主人公、仁菜が好きな人はマンションの隣の部屋に住む1歳年上の幼馴染、京介。京介が高校に進んでからも、京介の弟も含め毎朝一緒に登校している。仁菜は優しい京介といつか付き合うことを夢見ているが、ある日彼のキスシーンを目撃してしまう。どうしても京介が好きで、ついに告白したが、いきなり京介がキスしようとしたので結衣子とのキスを思い出してしまい拒否してしまう。それで京介は仁菜が自分をおびえていると誤解してしまい、結衣子と付き合ってしまう。仁菜は二人を見ていると辛くなり、彼を忘れたくても忘れることができず、せつない恋をする。後に球技大会についての打ち合わせで同級生の三宅からソフトボールをやればと言われ、夏休みにソフトボールの練習をし始める。京介もコーチをしてくれ、だんだん上手になってきた仁菜。
三宅から告白されてしまい、一緒にデートすることになった。それで、三宅と離れたくないと思った仁菜は三宅と付き合う。

## 登場人物
上村 仁菜（うえむら にな）
中学3年生。マンションの207号室に住んでいる一人っ子。明るく元気な性格で隣の部屋の京介が大好き。よく遊びに行ってはそのままザコ寝して帰る。家族同士でよく食事もする。しょっちゅう京介とラブラブな妄想をしている。京介の弟、圭介とも仲が良い。京介の部屋を訪れたのがきっかけで京介の野球部たちとも顔見知りになる。京介に告白するものの、そういう対象に見られないと突き放されてしまう。京介との関係に悩んでいる中、三宅に告白される。常に自分のことを理解してくれる三宅も大事だと思うようになる。
橘 京介（たちばな きょうすけ）
マンションの208号室に住んでおり、高校1年生になり野球部に入る。近さと親しみで今の高校を選んだ。ポジションはセンター。マネージャーの結衣子と親しくなり、冷たい彼氏に泣かされているのを見て放っておけなくなる。仁菜に告白されキスをしようとするが二度とも顔を隠され、そういう対象に見られないと仁菜を突き放す。結衣子の彼氏を野球では尊敬している。
麻生 結衣子（あそう ゆいこ）
高校1年生で野球部のマネージャー。大学生で元家庭教師の久米川と付き合っているが、冷たくされ一番にしてもらえないことを悩んでいる。京介の優しさに惹かれ、野球部の集まりの帰りにキスをする。仁菜の気持ちも知っている。
久米川　瑛児（くめがわ えいじ）
元結衣子の家庭教師で、結衣子の彼氏。常に結衣子に冷たいが、都合が良い時は呼び出す。京介、結衣子の高校のOBで野球部のエースだった。後輩からは尊敬されている。京介のプレーを褒めていたが、結衣子の話になると調子に乗るなと威圧的になった。
橘 圭介（たちばな けいすけ）
京介の弟で小学生。2組のまゆちゃんが彼女。仁菜とも仲が良く、色々アドバイスもするため仁菜からは師匠と呼ばれている。リトルリーグ4番打者で仁菜にソフトボールを教える。
広瀬 茉由花（ひろせ まゆか）
通称まゆちゃん。クラスは違うが圭介の彼女。圭介は足が速く、優しい人だと褒める。仁菜に南町大通りまつりに連れて行ってもらうが、途中はぐれて迷子になる。
のっちん（のっちん）
仁菜のクラスメイト。苗字は後岡（のちおか）。
三宅 瞬（みやけ しゅん）
仁菜のクラスメイトで仁菜のことが好き。京介、結衣子の目の前で告白をする。他クラスに嫌味を言われた仁菜を助けた。現在、仁菜と付き合っている。

## 書誌情報
- 南波あつこ 『隣のあたし』 講談社〈講談社コミックス別冊フレンド〉、全10巻（2013年11月現在）
  1. 2009年6月12日発売[1]、ISBN 978-4-06-341624-4
  2. 2009年10月13日発売[1]、ISBN 978-4-06-341645-9
  3. 2010年1月13日発売[1]、ISBN 978-4-06-341663-3
  4. 2010年5月13日発売[1]、ISBN 978-4-06-341683-1
  5. 2010年8月11日発売[1]、ISBN 978-4-06-341699-2
  6. 2011年1月13日発売[1]、ISBN 978-4-06-341719-7
  7. 2011年6月13日発売[1]、ISBN 978-4-06-341747-0
  8. 2011年10月13日発売[1]、ISBN 978-4-06-341764-7
  9. 2012年2月13日発売[1]、ISBN 978-4-06-341783-8
  10. 2012年6月13日発売[1]、ISBN 978-4-06-341805-7